# Melissa Sneekes
Melissa Sneekes (L'Aia, 15 luglio 1983) è una modella olandese, eletta Miss Paesi Bassi 2007.
È la figlia di Richard Sneekes ex calciatore, di ruolo centrocampista noto in Inghilterra per aver giocato nel West Bromwich Albion e nel Bolton Wanderers.
Ha rappresentato i Paesi Bassi in occasione del concorso di bellezza internazionale Miss Mondo 2007, che si è tenuto a Sanya in Cina il 1º dicembre 2007. La modella non è però riuscita a superare le fasi iniziali del concorso.
Dopo l'esperienza nei concorsi di bellezza, la Sneekes ha intrapreso la carriera di modella professionista, lavorando come testimonial per l'azienda di biancheria intima Sapph e per quella di cosmetica Beautè Totale. Nel 2009 è inoltre comparsa sulla rivista FHM.